# Kemligi
Kemligi is een bestuurslaag in het regentschap Batang van de provincie Midden-Java, Indonesië. Kemligi telt 1276 inwoners (volkstelling 2010).